# Johann Höhn der Ältere

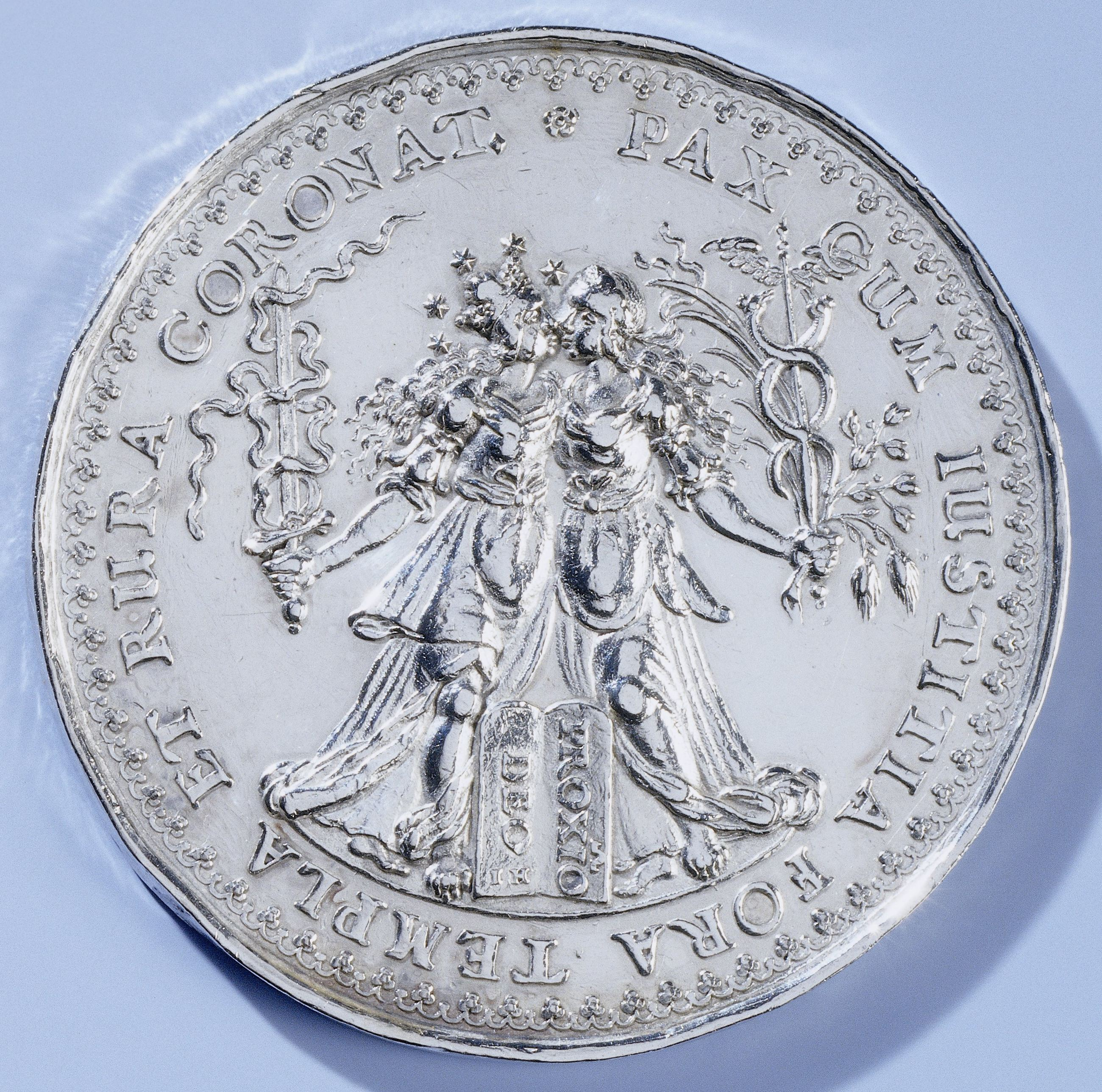
Medaille anlässlich des Westfälischen Friedens, 1648

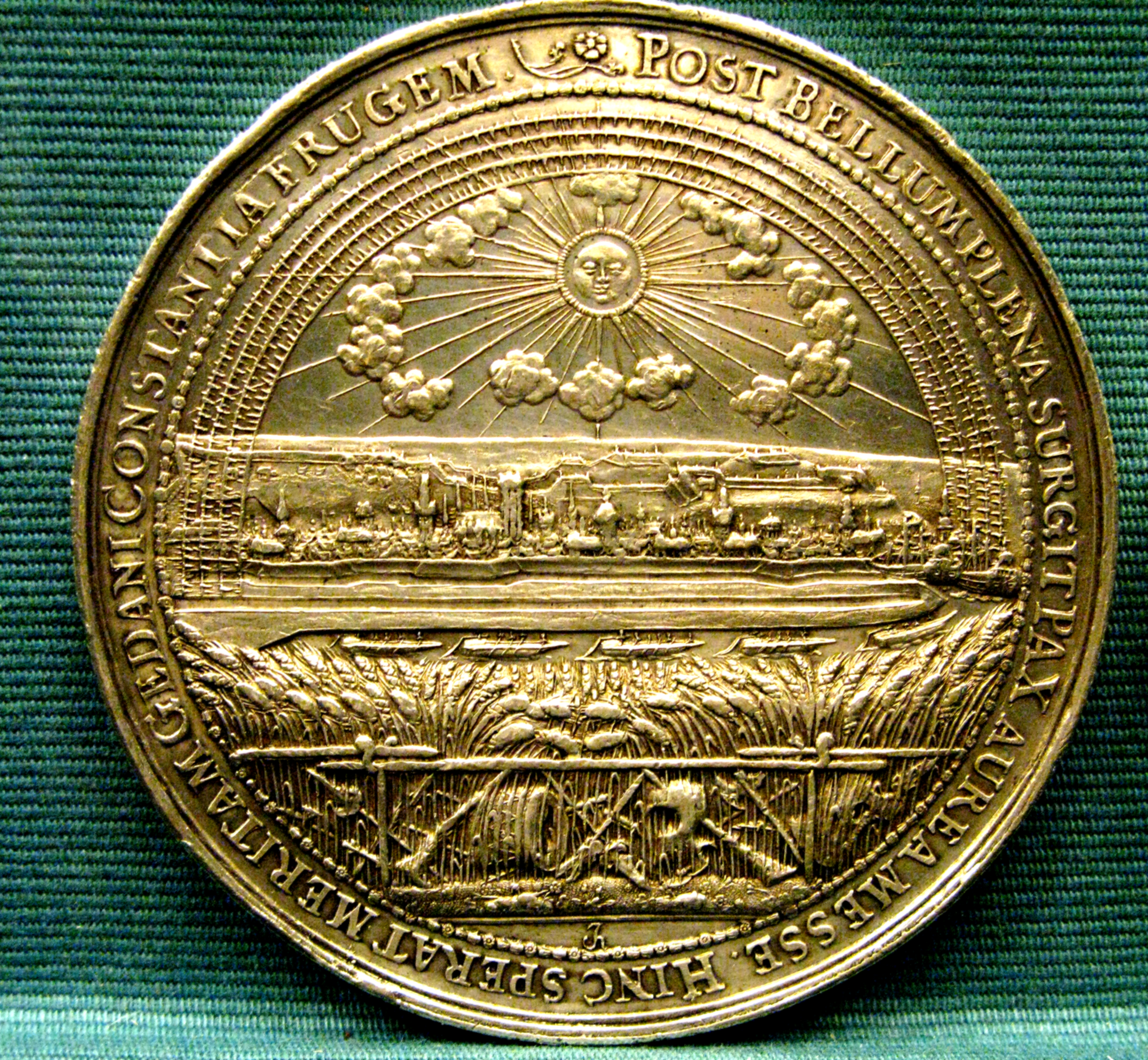
Medaille anlässlich des Friedens von Oliva, 1660

Johann Höhn (* 1607; † nach 16. Mai 1664 in Danzig, Königreich Polen) war ein Medailleur in Danzig.

## Leben
Johann Höhn war ein Schüler von Sebastian Dadler, offenbar bereits in Sachsen. Von 1629 (?) ist eine erste Medaille von ihm mit einer Stadtansicht von Leipzig, anlässlich des dortigen protestantischen Konvents erhalten. Um 1634 ging Johann Höhn mit seinem Lehrmeister nach Danzig. Von 1636 ist eine erste gemeinsame Medaille der beiden dort erhalten. 1641 erhielt er das Bürgerrecht der Stadt Danzig und blieb dort bis an sein Lebensende.

## Wirken

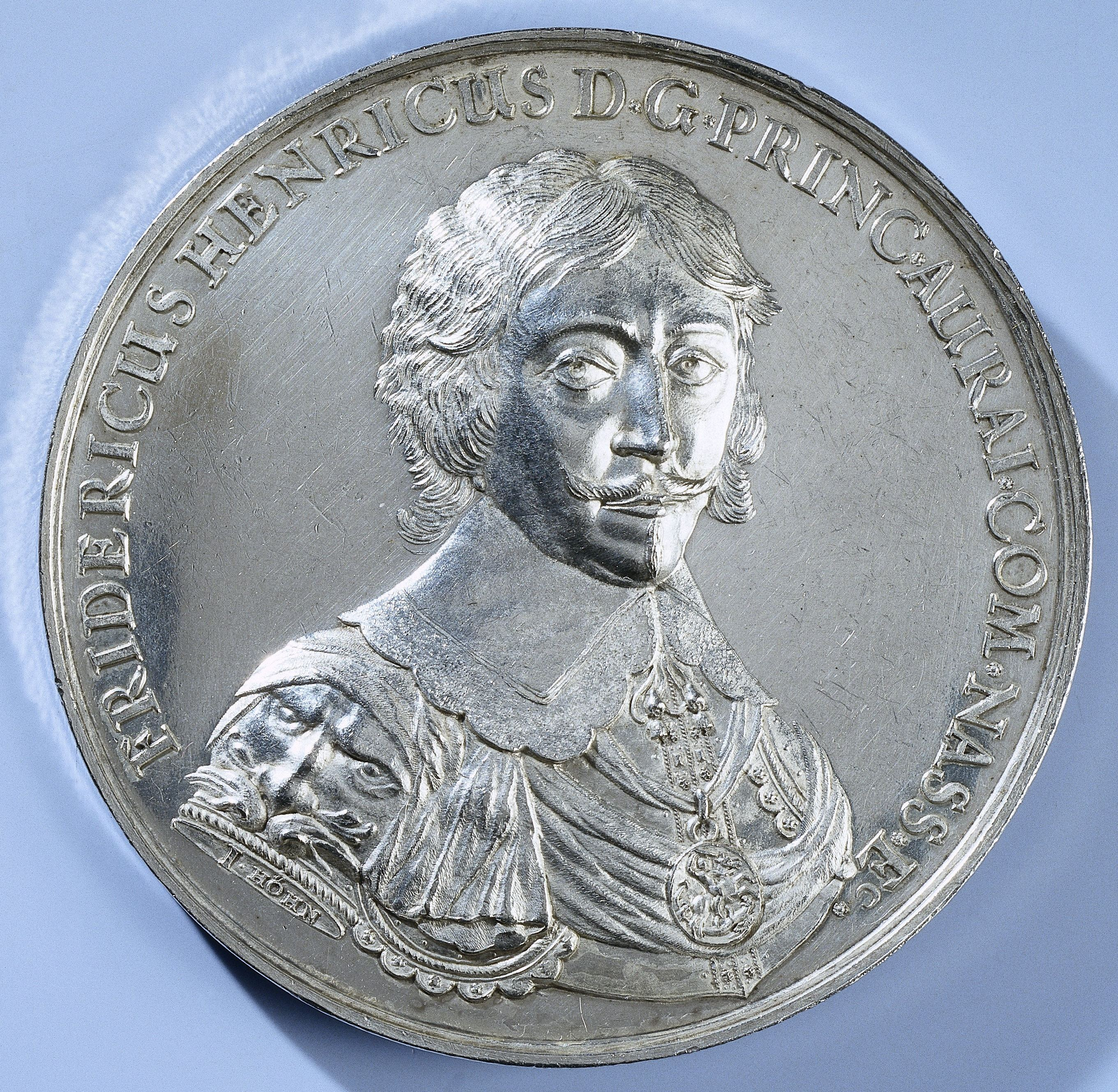
Medaille Friedrich Heinrich von Oranien, 1647

Johann Höhn gravierte Medaillen zu verschiedenen Anlässen. Ein häufiges Thema sind allegorische Darstellungen, wie Friedenssehnsucht (in der Zeit des Dreißigjährigen Krieges), Ehe, die Taufe und Beschneidung Christi, und Gottvertrauen. Die Motive und die Art der Gestaltung haben teilweise große Ähnlichkeit mit denen seines Lehrmeisters Sebastian Dadler.
Höhn schuf außerdem Medaillen anlässlich des Westfälischen Friedens in Münster (1648) und des Friedens von Oliva (1660), jeweils mit Ansichten der Städte im Hintergrund. Auf den meisten bildlichen Darstellungen ist eine Sonne am oberen Bildrand dargestellt, teilweise mit dem hebräischen Gottesnamen oder dem lateinischen Christusmonogramm IHS.
Johann Höhn schuf auch Medaillen für Herrscher, wie die niederländischen Statthalter Frederik Hendrick (1647) und Willem II., und den polnischen König Johann II. anlässlich seines Besuches 1553 in Danzig.
Er signierte mit J HÖHN oder IH. Für die Zeit zwischen 1556 und 1564 muss zu den Arbeiten seines gleichnamigen Sohnes unterschieden werden, der ebenfalls die Signatur IH verwendete, aber meist nur Porträts fertigte.